# Dendemann
Dendemann, de son vrai nom Daniel Ebel (né le 27 juin 1974 à Wickede), est un musicien allemand. Il a grandi à Menden et vit depuis 1996 à Hambourg. Il se fait connaître par son rap riche en jeux de mots et en histoires de tous les jours.

## Biographie

### Arme Ritter
Dendemann se fait connaître pour la première fois avec le projet Arme Ritter, qui a souvent fait office de première partie de Fettes Brot et dont l'album Außen Top Hits, innen Geschmack contient le titre ... und ich geh nicht zum Arzt. Auparavant, Dendemann avait publié sous le nom Arme Ritter, avec le rappeur Majubiese et le producteur Carsten « Boogie » Schulz, le titre musical Disco '95 (Singt und schwingt das Bein) chez Sony Music Entertainment, mais avec un succès commercial limité.

### Eins Zwo
Au milieu des années 1990, Dendemann forme le duo de hip-hop Eins Zwo avec DJ Rabauke, qui avait auparavant travaillé comme DJ de tournée pour Fettes Brot. Le grand succès du duo est l'album Gefährliches Halbwissen avec la chanson Hand aufs Herz,. Le clip vidéo est une parodie de la vague des talk-shows américains de l'époque, en particulier The Jerry Springer Show. Parallèlement, Dendemann se produit également de temps en temps avec Majubiese et son ami Nico Suave sous le pseudonyme de Mutter Natur. Cette collaboration donne lieu à divers morceaux qui apparaissent sur les albums des trois artistes, dont Das alte Lied de et avec Mutter Natur, Jugendsünden avec Manuva (de Total Chaos) et Bonustrack de Mutter Natur, qui sont nés sous la plume du trio. Cependant, le projet Mutter Natur est mis en suspens.
En 1998, Dendemann participe à la production de Susanne zur Freiheit de Fischmob avec Hausmarke, Smudo et les Stieber Twins et on peut le voir dans le clip. À partir de 2003, Rabauke et Dendemeier, comme il se fait parfois appeler, ont pris des chemins différents. Tous deux sont désormais actifs en tant qu'artistes solo.

### Carrière solo

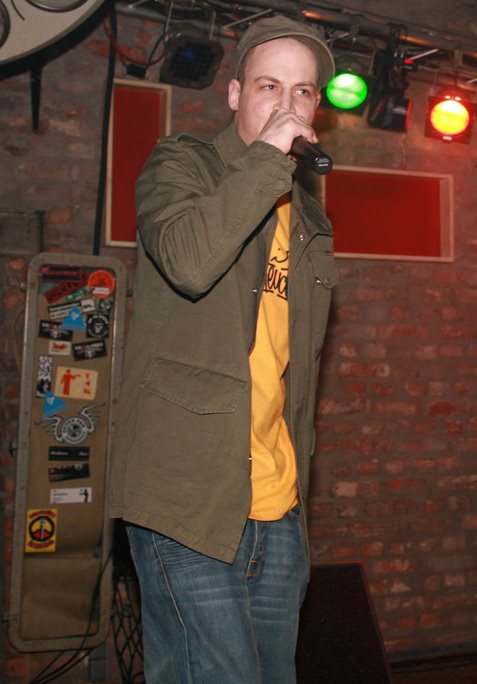
Dendemann en 2007 à Magdebourg.

Dendemann sort en 2003 l'EP Das Schweigen Dilemma, dont il a encore programmé lui-même les instrumentaux. Son premier album solo s'intitule Die Pfütze des Eisbergs, et sort le 1er septembre 2006 après une longue production, tout comme le single 3 1/2 Minuten. Le single s'inspire avec humour de Untitled (How Does it Feel) de D'Angelo, tant au niveau du beat que de la vidéo. Le rythme du nouvel album provient en grande partie des Audiotreats (de Mayence) et de Jansen und Kowalski. En 2007, il sort de son album l'EP Nichtschwimmer et le single à télécharger Hörtnichauf.
Avant une nouvelle tournée en Allemagne en décembre 2007, il se produit en première partie des Beatsteaks lors de leur tournée ; en 2008, il accompagne Herbert Grönemeyer dans de grands stades à travers l'Allemagne. Le 18 juillet 2008 sort Abersowasvonlive, un album live avec des titres de Die Pfütze des Eisbergs, des faces B rares et un nouveau morceau. Le 9 avril 2010, il sort son deuxième album solo, intitulé Vom Vintage verweht. Le single Stumpf ist Trumpf 3.0 sort le 2 avril 2010. L'album, produit par Moses Schneider, producteur des Beatsteaks, est plus orienté rock.

## Discographie

### Albums studio
- 2006 : Die Pfütze des Eisbergs (Yo Mama) (23e place des charts allemands[8])
- 2010 : Vom Vintage verweht (Yo Mama) (9e place des charts allemands[8], 21e en Suisse[9], 35e en Autriche[10])
- 2019 : Da Nich Für! (Vertigo Berlin) (1re place des charts allemands[8], 2e en Suisse[9], 5e en Autriche[10])

### Album live
- 2008 : Abersowasvonlive (Yo Mama)

### EP
- 2003 : Das Schweigen Dilemma (Yo Mama) (78e place des charts allemands[8])
- 2007 : Endlich Nichtschwimmer (Yo Mama) (96e place des charts allemands[8])

### Singles
- 1998 : Susanne zur Freiheit (Power) (72e place des charts allemands[8])
- 2016 : So schön (Advanced Chemistry) (73e place des charts allemands[8])
- 2019 : Alle Jubilare wieder (extrait de Da nich für!) (100e place des charts allemands[8]